# 金理新
金理新（1964年8月—），浙江永嘉岩頭人，漢語音韻學研究者。

## 生平
1986年從溫州師範學院中文系畢業，此後至1992年任浙江永嘉岩頭中學語文教師。1994年，在楊建國教授指導下，獲南京大學漢語言文字學碩士學位。1995年起，於溫州師範學院（現名溫州大學）任職，先後任助教、講師、副教授等職。2005年，獲上海師範大學漢語言文字學博士學位，導師潘悟云。現為溫州大學教授。

## 專著
- 金理新. . 合肥: 黃山書社. 2002年6月. ISBN 7-80630-746-X.
- 金理新. . 合肥: 黃山書社. 2005年8月. ISBN 7-80707-184-2.
- 金理新. . 合肥: 黃山書社. 2013年8月.
- 金理新. . 民族出版社. 2012年12月.